# IOS 13
IOS 13 är den trettonde utgåvan av  operativsystemet IOS utvecklat av Apple Inc. Det är efterträdare till IOS 12 och presenterades vid företagets Worldwide Developers Conference den 3 juni 2019 och lanserades den 19 september 2019. 

## Introduktion och första utgåva
IOS 13 och Ipados 13 introducerades vid Apple Worldwide Developers Conference öppningsanförande den 3 juni 2019. Den första betaversionen blev tillgänglig för registrerade utvecklare efter presentationen.  Den andra betaversionen släpptes till registrerade utvecklare den 18 juni 2019 och den första offentliga betaversionen släpptes den 24 juni 2019.  De offentliga utgåvorna av IOS 13 och Ipados 13 lanserades den 19 september 2019.  

## Funktioner

### Integritet
I IOS 13 förändras hanteringen av platsdata. När en app begär åtkomst till plats, väljer användaren om han vill ge åtkomst varje gång appen används, eller bara denna gång. Användaren kommer att få liknande förfrågningar om åtkomst till bakgrundslokalisering och när en app begär åtkomst till Bluetooth eller Wi-Fi.
Med IOS 13 har användare möjlighet att ta bort platsinformation innan de laddar upp foton.

### Användargränssnitt
Ett mörkt läge gör att användare kan aktivera ett  färgschema med ljus text satt på svart botten för hela IOS- och Ipados-användargränssnitt för alla inbyggda applikationer och stödda tredjepartsappar. Det kan aktiveras manuellt eller ställas in för att automatiskt växla mellan ljust och mörkt läge baserat på tid på dagen.
IOS 13 inkluderar en uppdaterad volymreglage som visas på vänster sida av skärmen. Användaren kan ställa in volymen genom att dra fingret över reglaget. 

### Siri
Siri använder en mjukvarugenererad röst avsedd att låta mer naturlig än tidigare versioner som använder ljudklipp av mänskliga röster. Siri kommer också att bli mer funktionell och ny ljudkontroll kommer att finnas tillgänglig. Siri Shortcuts-appen är installerad som standard. Siri kommer också att använda Homepods för att lära sig och känna igen röster från olika människor. Det kommer också att vara möjligt för Siri att automatiskt läsa upp inkommande meddelanden högt i Airpods.